# سبع جفار (الرقة)
سبع جفار قرية سورية تتبع ناحية عين عيسى في منطقة تل أبيض في محافظة الرقة. بلغ عدد سكانها 369 نسمة في عام 2004 حسب إحصاء المكتب المركزي للإحصاء.